# 상하이 지하철 1호선
상하이 지하철 1호선(남북선)은 1993년 5월 28일에 최초 개통한 상하이의 도시 철도 노선이다. 노선색은 주홍색이다.

## 개요

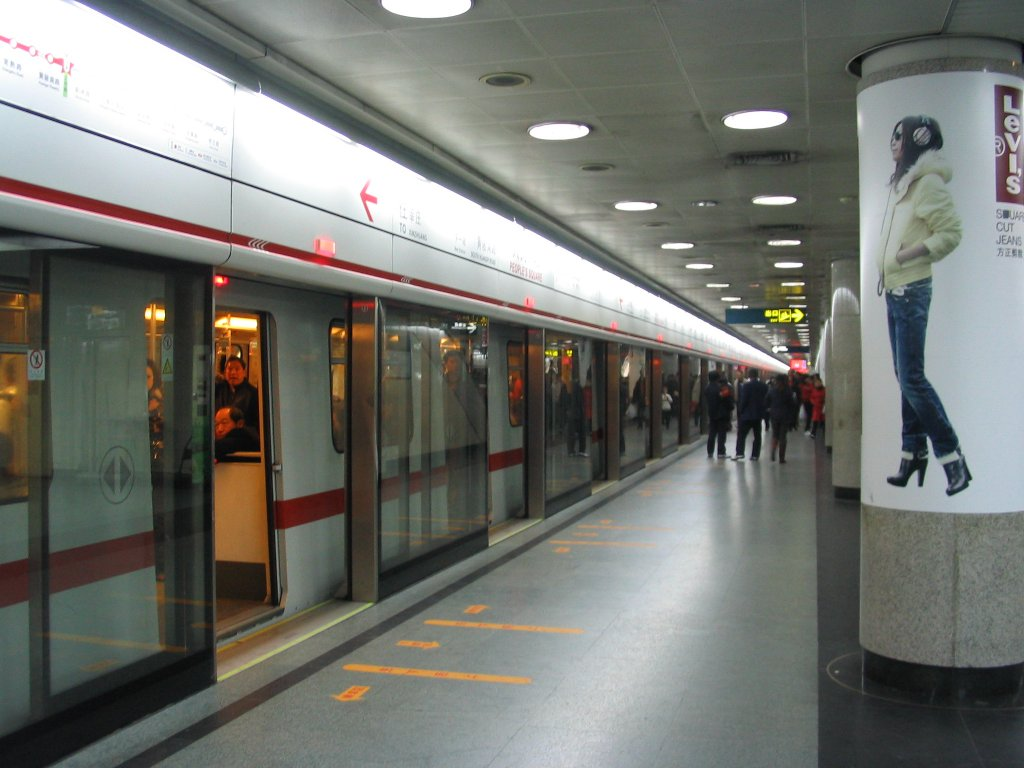
런민광창역 승강장

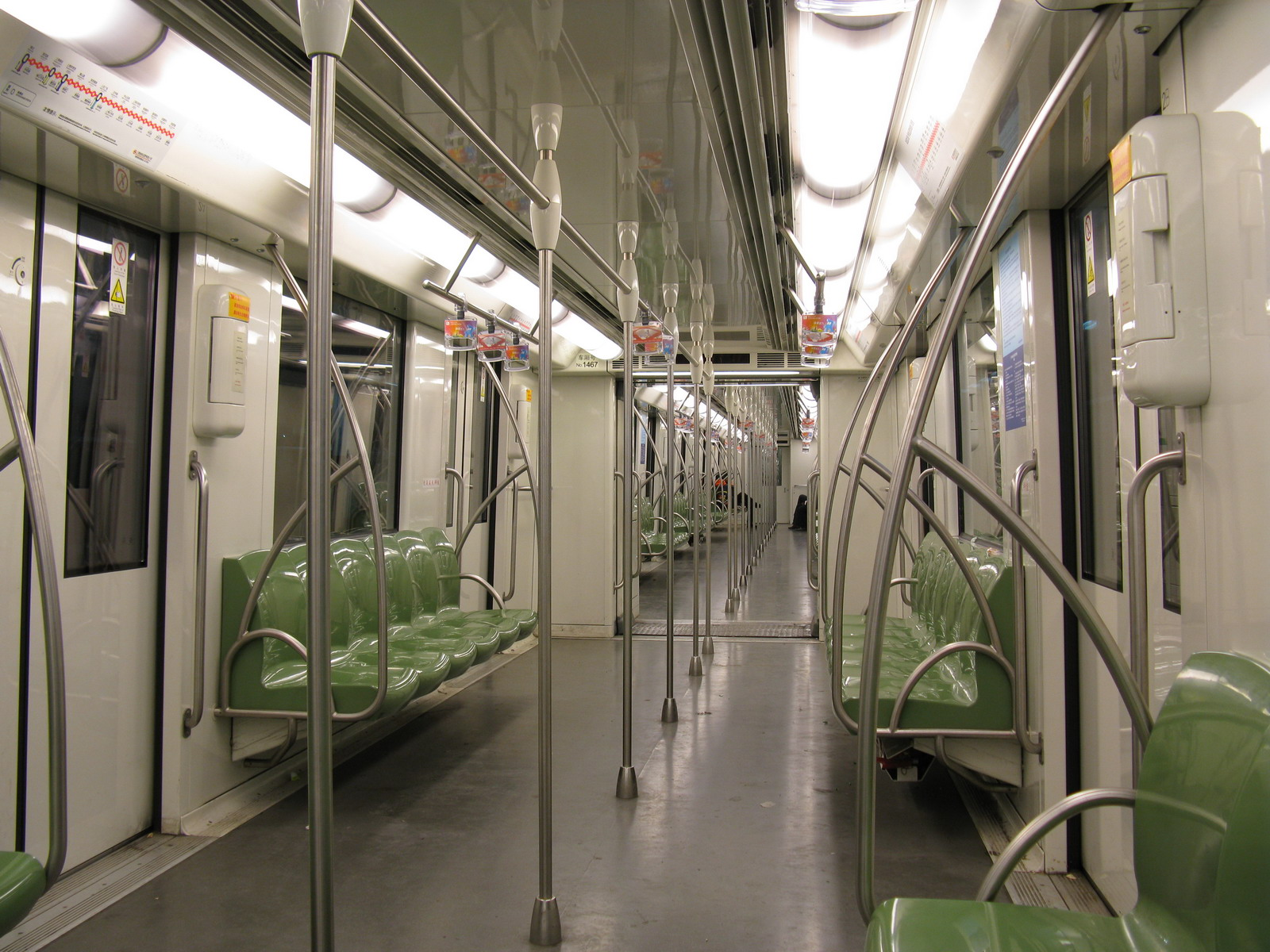
차량 내부

상하이 지하철 1호선은 상하이에서 가장 오래된 도시 철도 수단이다. 상하이 지하철에서 가장 분주하고 중요한 노선중 하나이며, 1993년 5월 28일 시범 운영을 시작하여, 상하이는 베이징과 톈진 다음으로 중국에서 세번째 도시철도가 지어진 도시가되었다. 현재 1호선은 길이 38.2 km이고 민항구 남부의 신좡역에서 바오산구 북부의 푸진루역까지 28개의 역을 가지고 있다. 상징색은 █ 붉은색이다.

### 노선 정보
- 역수: 25개
- 궤간: 1,435 mm
- 전기: 1,500 V 직류
- 지상: 신좡역 ~ 진좡 공원역
- 지하: 상하이 남역 ~ 웬수이루역
- 고가: 웬수이루역 ~ 궁푸신촌역

## 시간표

### 배차 시간
| 월요일~목요일 (평일)  | 월요일~목요일 (평일) | 월요일~목요일 (평일) | 월요일~목요일 (평일)  |
| --------------------- | -------------------- | -------------------- | --------------------- |
| 시간대명              | 시간범위             | 배차간격             | 배차간격              |
| 시간대명              | 시간범위             | 신좡~상하이역        | 상하이역~푸진루       |
| 출근 시간대           | 7:00～9:30           | 약 2분 44초          | 약 2분 44초～5분 28초 |
| 낮 시간대             | 9:30～17:00          | 약 4분 01초          | 약 4분 01초～8분 02초 |
| 퇴근 시간대           | 17:00～19:00         | 약 3분 21초          | 약 3분 21초           |
| 기타 시간대           | 기타 시간대          | 약 4분～6분          | 약 6분～12분          |
| 금요일 (평일)         |                      |                      |                       |
| 시간대명              | 시간범위             | 배차간격             | 배차간격              |
| 시간대명              | 시간범위             | 신좡~상하이역        | 상하이역~푸진루       |
| 출근 시간대           | 7:00～9:30           | 약 2분 44초          | 약 2분 44초~5분 28초  |
| 낮 시간대             | 9:30～14:00          | 약 4분 01초          | 약 4분 01초～8분 02초 |
| 퇴근 시간대           | 14:00～17:00         | 약 3분 21초          | 약 6분 42초           |
| 퇴근 시간대           | 17:00～19:00         | 약 3분 21초          | 약 3분 21초           |
| 기타 시간대           | 기타 시간대          | 약 4분～6분          | 약 6분～12분          |
| 토요일, 일요일 (주말) |                      |                      |                       |
| 시간대명              | 시간범위             | 배차간격             | 배차간격              |
| 시간대명              | 시간범위             | 신좡~상하이역        | 상하이역~푸진루       |
| 혼잡 시간대           | 9:00～20:00          | 약 4분 05초          | 약 4분 05초           |
| 기타 시간대           | 기타 시간대          | 약 6분 ～12분        | 약 6분 ～12분         |

## 연혁
- 1990년 1월 19일 : 중화인민공화국 국무원의 허가에 따라 스좌후이 ~ 진좡 공원 구간 착공
- 1993년 1월 10일 : 스좌후이 ~ 진장러위엔 구간 기본 시설 준공
- 1993년 5월 28일 : 스좌후이 ~ 진장러위엔 구간의 시운전 개시
- 1994년 12월 12일 : 상하이 철도역 ~ 진장러위엔 구간 착공
- 1995년 4월 10일 : 상하이 철도역 ~ 진장러위엔 구간 영업 시운전 개시
- 1995년 7월 1일 : 상하이 철도역 ~ 진장러위엔의 16.1 km 구간 개통
- 1997년 7월 1일 : 진장러위엔 ~ 신좡의 5.25 km 구간 연장 개통
- 2004년 12월 28일 : 상하이 철도역 ~ 궁푸신춘의 12.6 km 구간 연장 개통
- 2007년 12월 29일 : 궁푸신춘 ~ 푸진루의 2.44 km 구간 연장 개통

## 차량
- 제조회사: 독일 지멘스, 창춘커차
- 설계시속: 80 km/h
- 차량편성: 6량편성, 8량편성
- 차량: 23.54 m × 3 m, 310명

### 현재 차량
- 01A01형(구 DC01A, DC01B형)
- 01A02형(구 DC01C형)
- 01A03형(구 AC01A, AC01C형)
- 01A04형(구 AC01B형)
- 01A05형(구 AC06형)
- 01A06형
- 01A07형

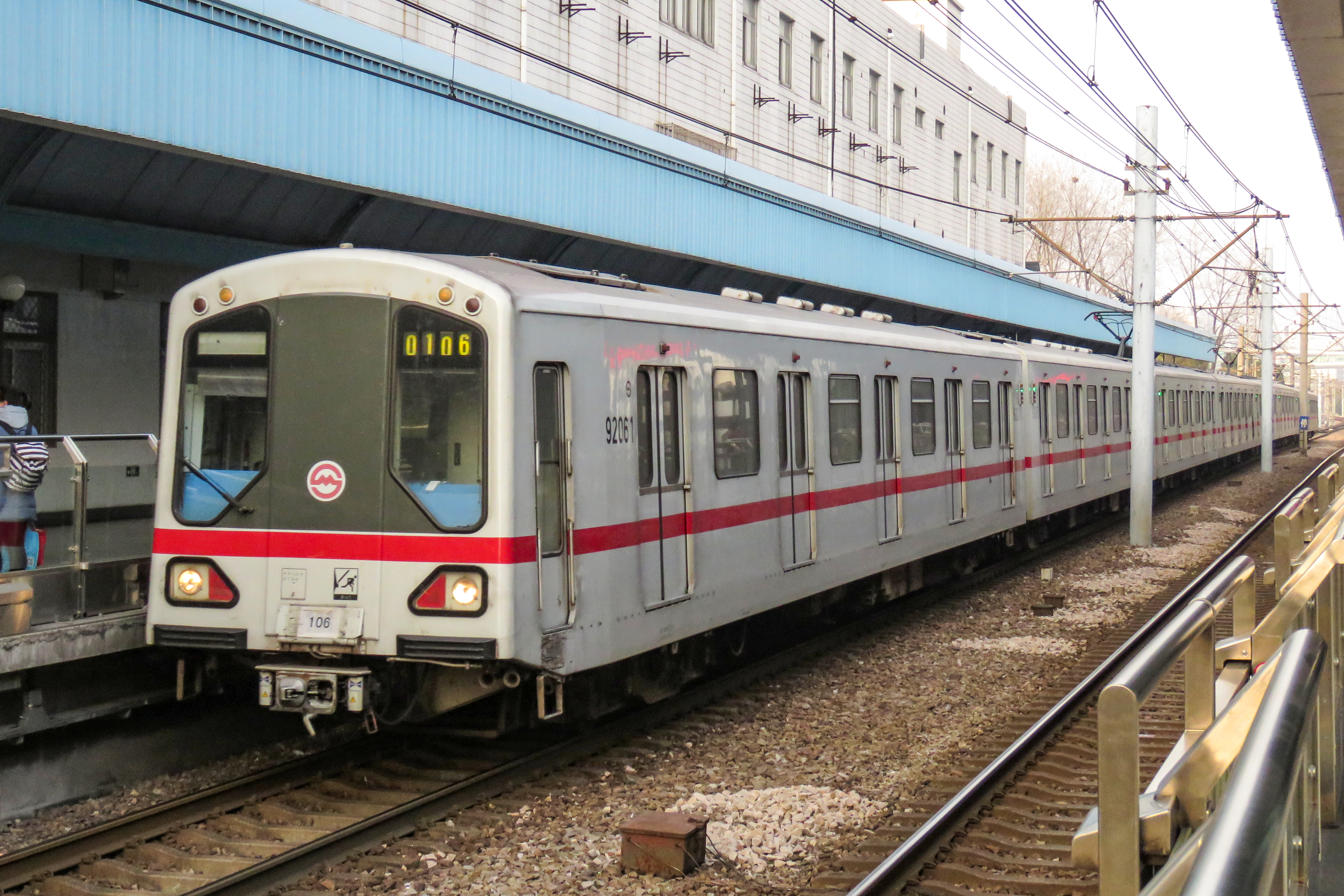
01A01형
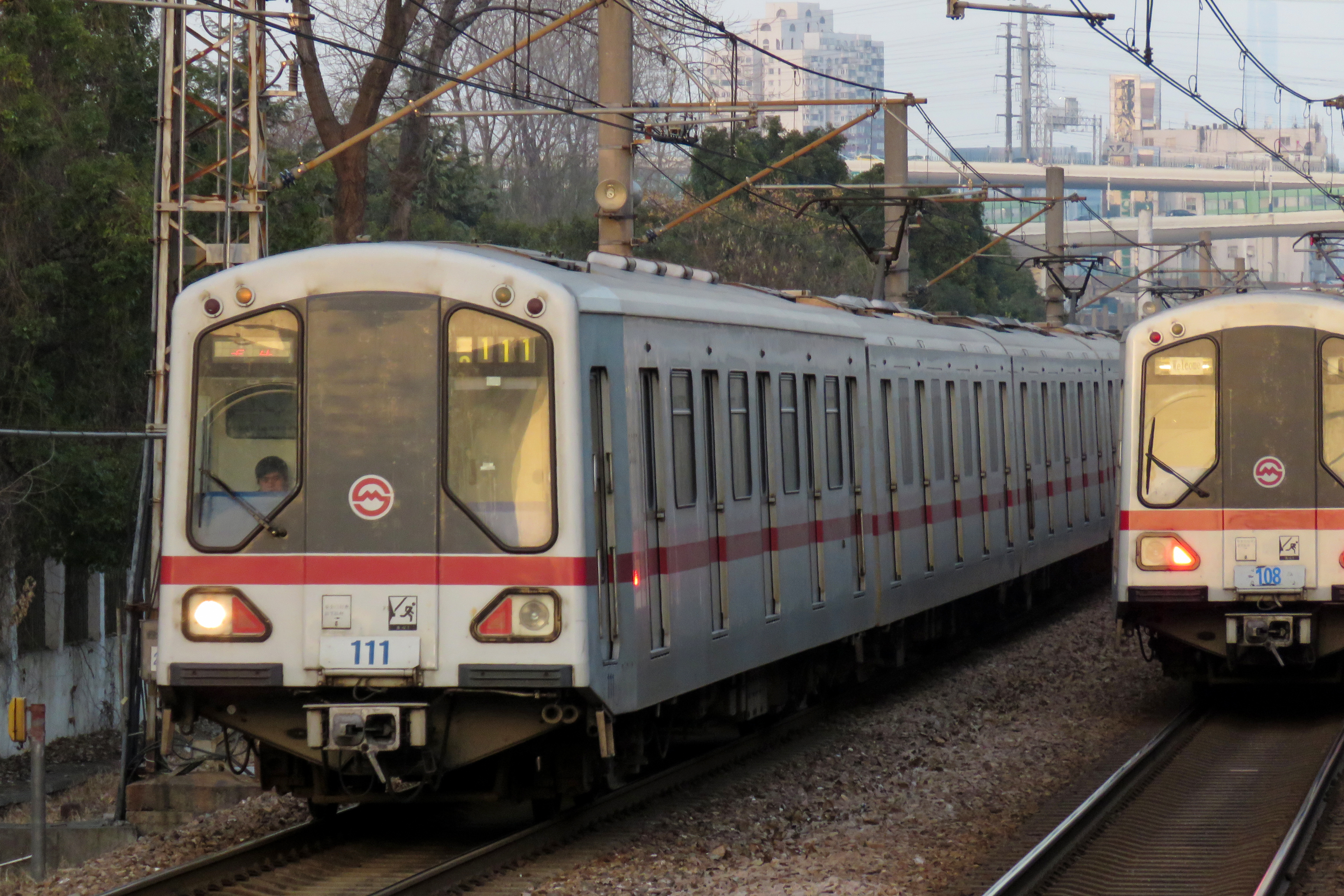
01A02형
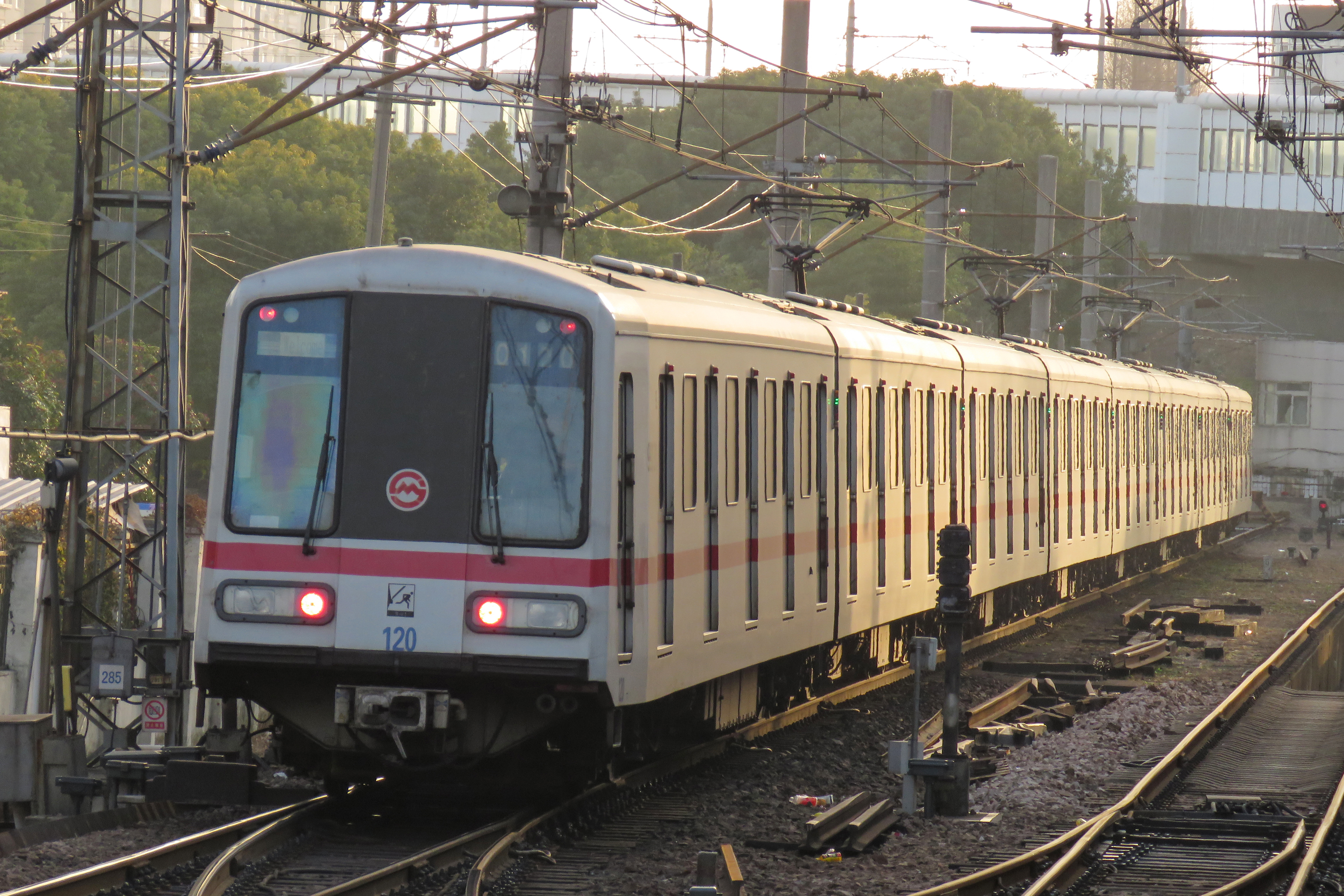
01A03형
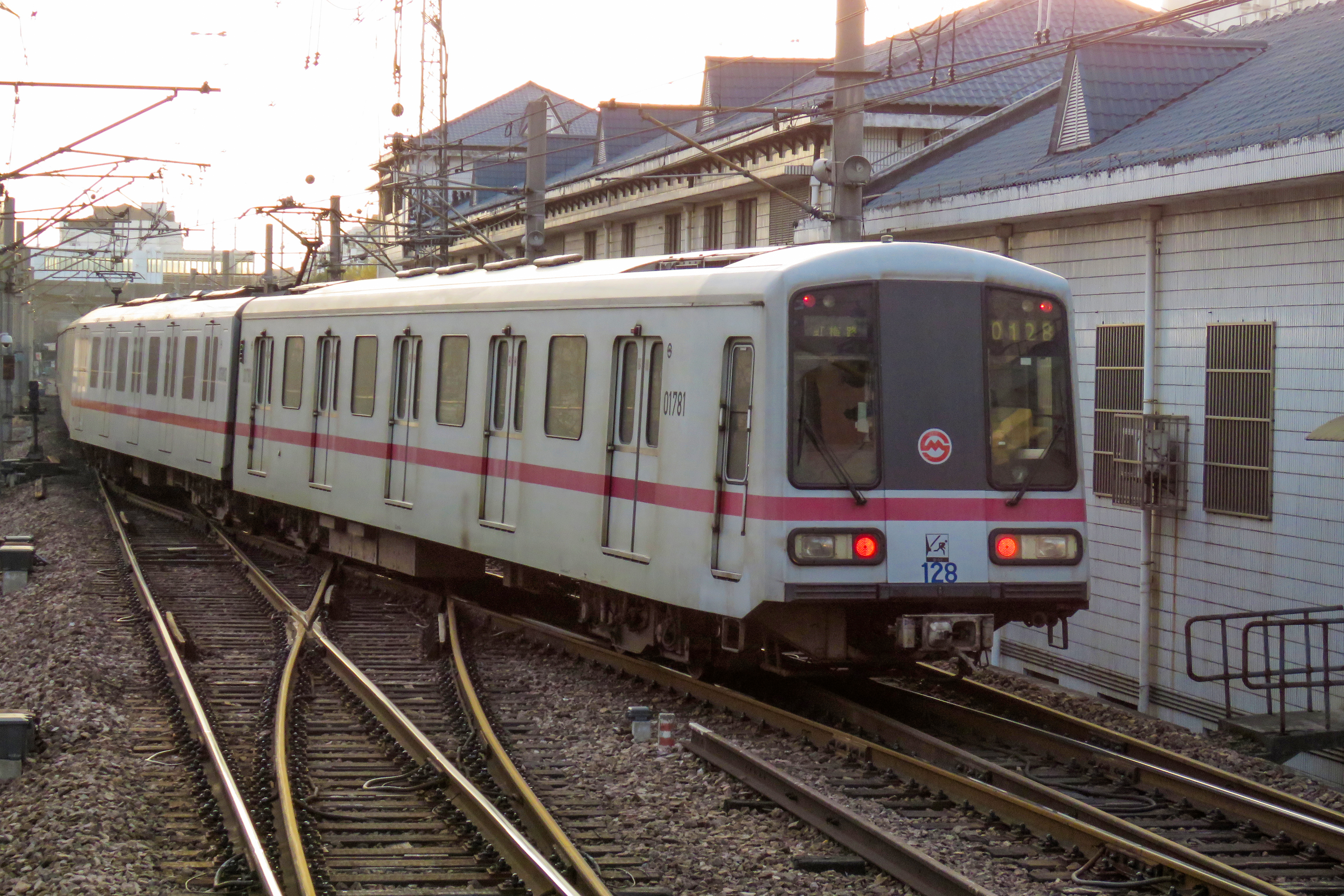
01A04형
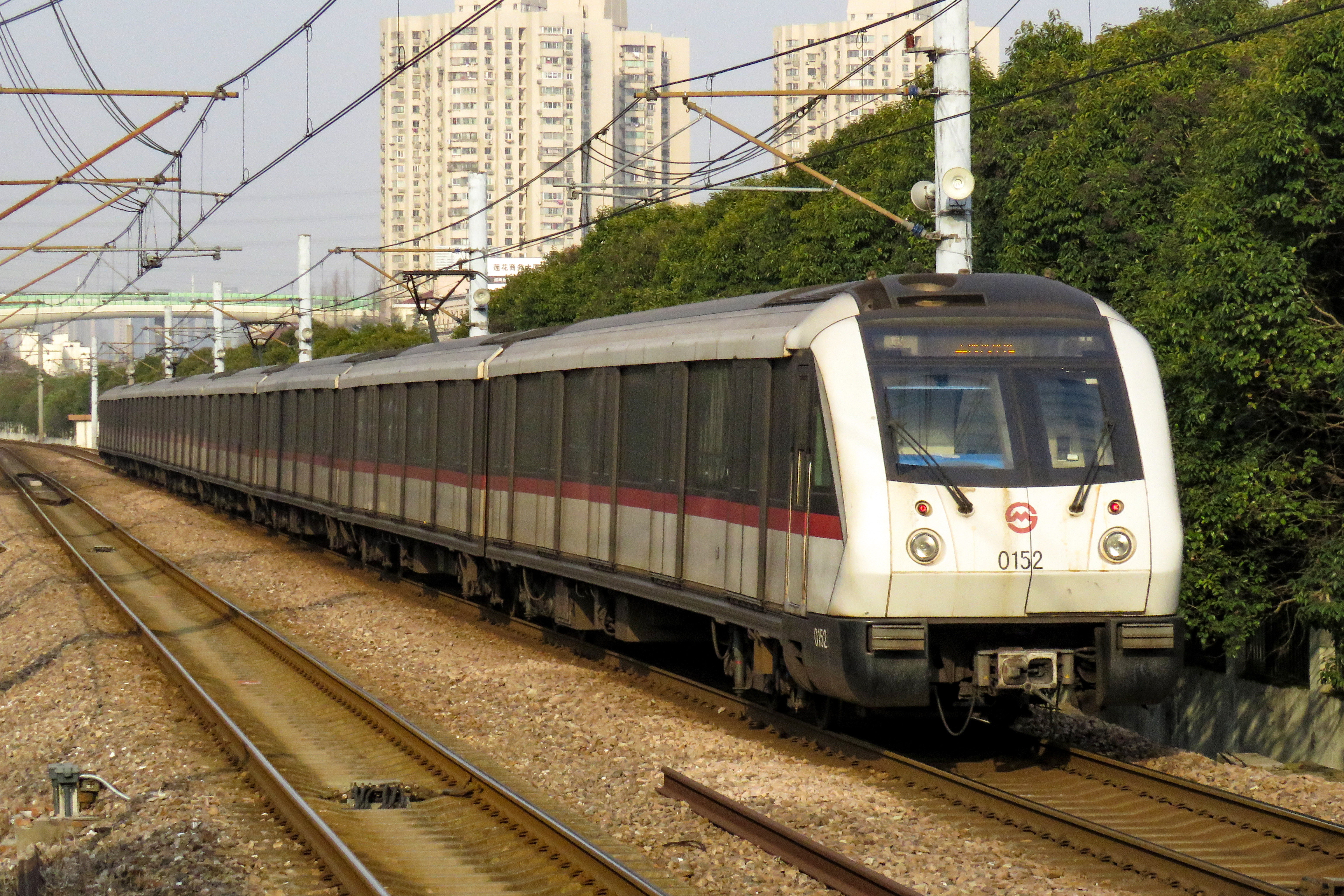
01A05형
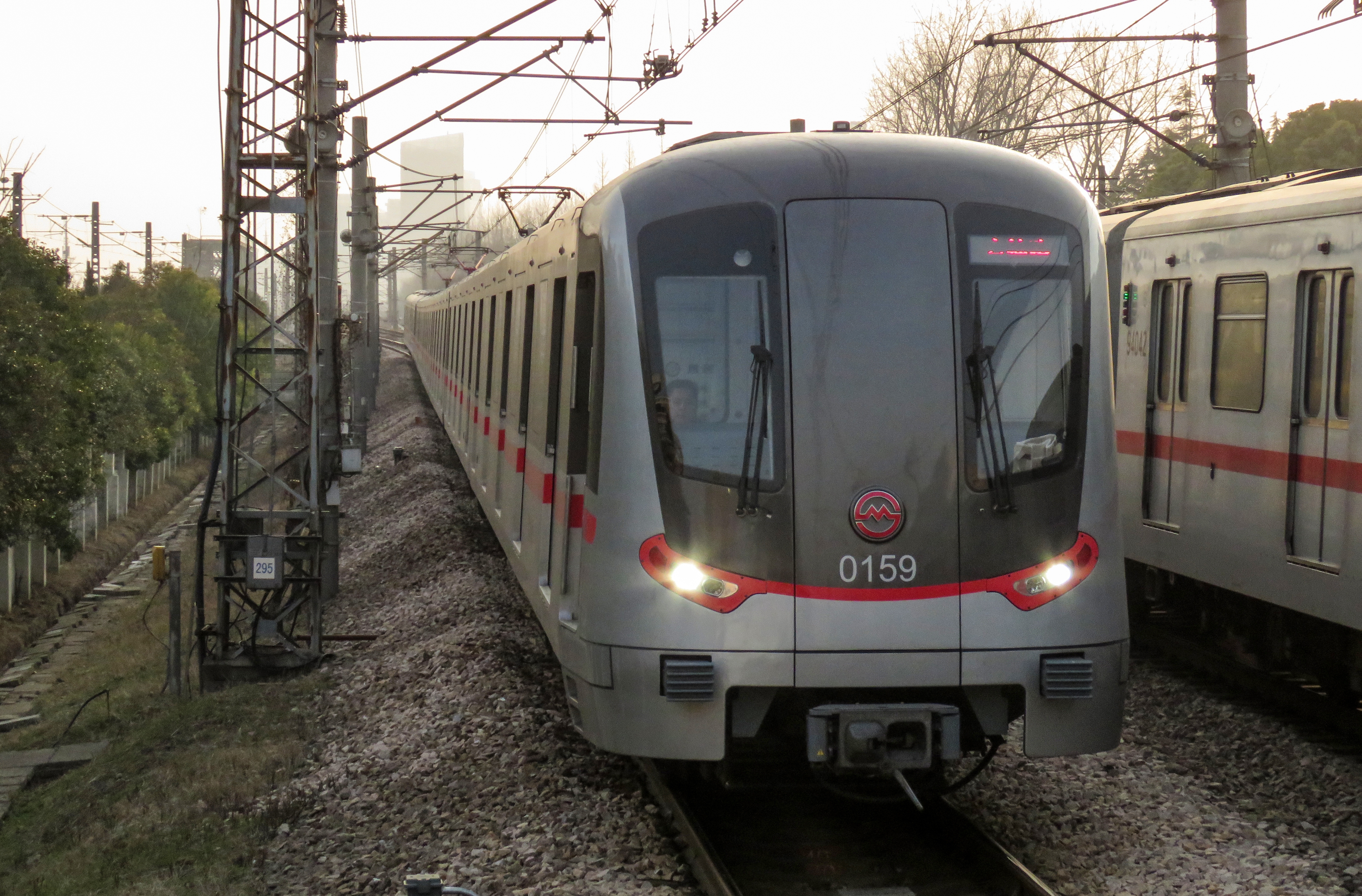
01A06형

### 운행이 종료된 차량
- AC04형(2007년 9월 28일 운행 종료)
- DC01형(2009년 12월 운행 종료)
- AC01형(2009년 12월 22일 운행 종료)

## 역 목록
| 역명                                          | 역명              | 역명                                                         | 환승                                  | 거리 (km) | 거리 (km) | 소재지   |
| 한국어                                        | 중국어            | 영어                                                         | 환승                                  | 거리 (km) | 거리 (km) | 소재지   |
| --------------------------------------------- | ----------------- | ------------------------------------------------------------ | ------------------------------------- | --------- | --------- | -------- |
|                                               |                   |                                                              |                                       |           |           |          |
| 신좡                                          | 莘庄              | Xinzhuang                                                    | ■ 5호선 ■ 진산선                      |           | 0.00      | 민항구   |
| 와이환루                                      | 外环路            | Waihuanlu                                                    |                                       |           | 1.32      | 민항구   |
| 롄화루                                        | 莲花路            | Lianhua Road                                                 |                                       |           | 2.70      | 민항구   |
| 진장러위안                                    | 锦江乐园          | Jinjiang Park                                                |                                       |           | 4.63      | 쉬후이구 |
| 상하이 남역                                   | 上海南站          | Shanghai South Railway Station                               | ■ 3호선 ■ 15호선 ■ 진산선 상하이 남역 |           | 7.04      | 쉬후이구 |
| 차오바오루                                    | 漕宝路            | Caobao Road                                                  | ■ 12호선                              |           | 8.51      | 쉬후이구 |
| 상하이 체육관                                 | 上海体育馆        | Shanghai Indoor Stadium                                      | ■ 4호선                               |           | 10.09     | 쉬후이구 |
| 쉬자후이                                      | 徐家汇            | Xujiahui                                                     | ■ 9호선 ■ 11호선                      |           | 11.44     | 쉬후이구 |
| 헝산루                                        | 衡山路            | Hengshan Road                                                |                                       |           | 12.86     | 쉬후이구 |
| 창수루                                        | 常熟路            | Changshu Road                                                | ■ 7호선                               |           | 14.00     | 쉬후이구 |
| 산시난루                                      | 陕西南路          | South Shaanxi Road                                           | ■ 10호선 ■ 12호선                     |           | 15.17     | 황푸구   |
| 중국공산당 제1차 전국대표대회 장소 · 황피남로 | 一大会址·黄陂南路 | Site of the First CPC National Congress · South Huangpi Road | ■ 14호선                              |           | 16.86     | 황푸구   |
| 런민광창                                      | 人民广场          | People's Square                                              | ■ 2호선 ■ 8호선                       |           | 18.44     | 황푸구   |
| 신자루                                        | 新闸路            | Xinzha Road                                                  |                                       |           | 19.49     | 황푸구   |
| 한중루                                        | 汉中路            | Hanzhong Road                                                | ■ 12호선 ■ 13호선                     |           | 20.55     | 징안구   |
| 상하이 철도역                                 | 上海火车站        | Shanghai Railway Station                                     | ■ 3호선 ■ 4호선 상하이 역             |           | 21.37     | 징안구   |
| 중산베이루                                    | 中山北路          | North Zhongshan Road                                         |                                       |           | 22.74     | 징안구   |
| 옌장루                                        | 延长路            | Yanchang Road                                                |                                       |           | 24.19     | 징안구   |
| 상하이 서커스 시티                            | 上海马戏城        | Shanghai Circus World                                        | ■ 20호선 (공사중)                     |           | 25.15     | 징안구   |
| 원수이루                                      | 汶水路            | Wenshui Road                                                 |                                       |           | 26.66     | 징안구   |
| 펑푸신춘                                      | 彭浦新村          | Pengpu Xincun                                                |                                       |           | 28.17     | 징안구   |
| 궁캉루                                        | 共康路            | Gongkang Road                                                |                                       |           | 29.79     | 징안구   |
| 퉁허신춘                                      | 通河新村          | Tonghe Xincun                                                |                                       |           | 31.12     | 바오산   |
| 후란루                                        | 呼兰路            | Hulan Road                                                   | ■ 18호선 (공사중)                     |           | 32.17     | 바오산   |
| 궁푸신춘                                      | 共富新村          | Gongfu Xincun                                                |                                       |           | 33.95     | 바오산   |
| 바오안궁루                                    | 宝安公路          | Bao'an Highway                                               |                                       |           | 35.59     | 바오산   |
| 유이시루                                      | 友谊西路          | West Youyi Road                                              |                                       |           | 36.91     | 바오산   |
| 푸진루                                        | 富锦路            | Fujin Road                                                   |                                       |           | 38.18     | 바오산   |
|                                               |                   |                                                              |                                       |           |           |          |

## 같이 보기
- 상하이 지하철